# Clive A. Smith
Clive A. Smith (muitas vezes creditado como Clive Smith) é um diretor britânico expatriado e animador que, com Michael Hirsh e Patrick Loubert, fundou a empresa canadense Nelvana em 1971.  Smith trabalhou em alguns dos especiais de seu estúdio de TV, incluindo A Cosmic Christmas (1977), que foi transmitido pela CBC no Canadá e distribuído nos Estados Unidos pela Nelvana.  Ele também dirigiu o especial The Devil and Daniel Mouse em 1978. Ele trabalhou como diretor de cinema na Nelvana no primeiro longa-metragem da empresa produzido em 1983, Rock & Rule, e sua versão de 1997 de animação Píppi Meialonga. Ele também dirigiu The Star Wars Holiday Special' (também conhecido como A Wookie's Christmas) para George Lucas, Tim Burton e Steven Spielberg. Smith se aposentou da Nelvana em 2001, um ano depois que ele e seus co-fundadores venderam o estúdio para a Corus Entertainment.
Smith nasceu na Inglaterra e estudou na Ealing School of Art, em Londres, Inglaterra, formando-se em Design e Arte Cinética. Em 1964, ele se juntou ao Halas and Batchelor, estúdio de animação no oeste de Londres, onde trabalhou em séries de animação, como Os Beatles e The Lone Ranger. Ele se mudou para o Canadá em 1967 e trabalhou como animador sênior e designer em comerciais e curtas-metragens como Al Guest and Vladimir Goetzleman antes de conhecer Hirsh e Loubert e fundar a Nelvana mais tarde. Desde que deixou a Nelvana, Smith fundou a Melleny Melody. 